# Ligne de chemin de fer du Brenner
La ligne de chemin de fer du Brenner (allemand : Brennerbahn ; italien : Ferrovia del Brennero) est une ligne ferroviaire de montagne reliant Innsbruck en Autriche et Vérone en Italie. 
Le tracé passe par le Wipptal, traverse le col du Brenner et descend par la vallée de l'Isarco à Bolzano, puis plus loin dans la vallée de l'Adige jusqu'à Roverto, et le long de la section de la vallée de l'Adige, jusqu'à Vérone. Cette ligne ferroviaire fait partie de la ligne 1 des réseaux transeuropéens de transport (RTE-T). Elle est considérée comme une ligne « fondamentale » par les chemins de fer publics Ferrovie dello Stato (FS). 

## Histoire
La ligne de chemin de fer a été conçue sous l'empire austro-hongrois au milieu du XIXe siècle pour assurer un transport rapide et sûr entre le Tyrol et le nord de l'Italie, en particulier la Lombardie-Vénétie. Il était donc stratégiquement important non seulement pour des raisons économiques mais aussi pour des raisons militaires, car l'Autriche était fermement résolue à maintenir ses frontières au sud des Alpes.
La première section à être construite était la section inférieure entre Vérone et Bolzano. La conception de ce tronçon a été approuvée le 10 juillet 1853 par l'ingénieur Alois Negrelli, employé de la Südbahn, connu pour avoir construit d'autres lignes de chemin de fer alpines et le développement d'un projet du canal de Suez. La section a été ouverte en deux parties différentes : le 23 mars 1859 entre Vérone à Trente et le 16 mai 1859 de Trente à Bolzano. Cette construction fut gérée par le KuK Nord- und SüdTiroler Staatsbahn, mais l'entreprise fut reprise par la Südbahn au début de 1859.
Malgré la perte de la Vénétie lors de la troisième guerre d'indépendance italienne et son déplacement consécutif de la frontière entre l'Italie et l'Autriche à Borghetto sur la frontière actuelle du Trentin et de Vérone en octobre 1866, la partie supérieure de Bolzano à Innsbruck demeurait incomplète. Les 127 km de trajet d'Innsbruck à Bolzano fut construit en seulement trois ans, finalement ouverte le 24 août 1867. Le principal concepteur et ingénieur, Karl von Etzel, est décédé en 1865 ; et ne put assister à l'achèvement de son travail. Après le chemin de fer du Semmering, cette ligne du Brenner était la deuxième ligne de chemin de fer de montagne construit au sein de l'empire austro-hongrois. Ce fut aussi la première ligne ferroviaire à traverser les Alpes.
La section sud de Borghetto est devenue une partie de la Società per le strade ferrate dell'Alta Italia (SFAI) en 1866. Lors de la réorganisation de 1885, il fut absorbé par la Società per le Strade Ferrate Meridionali. La ligne passa sous le contrôle de la Ferrovie dello Stato lors de sa création en 1905.
En 1919, l'Italie acquiert le Trentin-Tyrol du Sud en vertu du traité de Saint-Germain-en-Laye et la frontière austro-italienne s'installe au Brenner. La section de Trente au Brenner a ensuite été électrifiée à 3 700 volts en triphasé 16,7 Hz entre 1929 et 1934. L'électrification a été convertie à 3 000 volts CC le 30 mai 1965.
En vue du projet du tunnel de base du Brenner, le contournement ferroviaire d'Innsbruck (de) a été achevé en 1994 pour améliorer l'accès à la ligne Kufstein-Innsbruck (Lower Inn Valley Railway). Le contournement se compose d'un tunnel de 12,75 km (le plus long d'Autriche) et vise à éliminer l'essentiel du trafic ferroviaire de fret d'Innsbruck. En Italie, plusieurs nouveaux tronçons ont été construits, supprimant des tronçons de ligne avec plusieurs courts tunnels de petites sections transversales. Il s'agit notamment du tunnel de Sciliar de 13 159 m ouvert en 1994, du tunnel de Pflersch de 7 267 m ouvert en 1999 et du tunnel de Cardano de 3 939 m ouvert en 1998.

## Caractéristiques

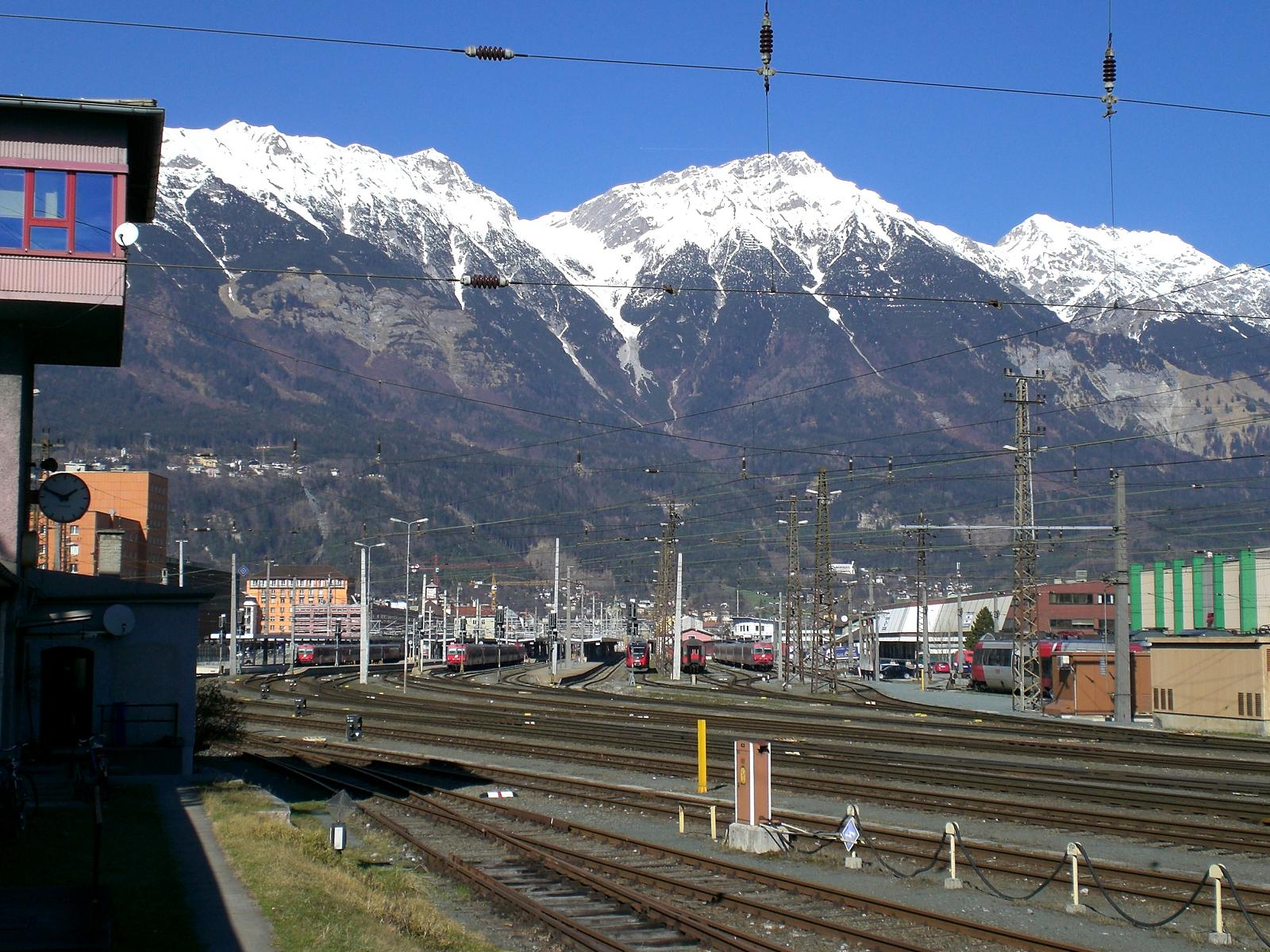
Gare d'Innsbruck à l'extrémité nord de la ligne de chemin de fer du Brenner.

La pente maximale de la ligne est de 31 pour mille. Le rayon de courbure minimum est de 264 mètres. Le point culminant du tracé est la station du Brenner à 1 371 mètres d'altitude, qui est également le point le plus élevé atteint sur les réseaux à écartement standard des chemins de fer fédéraux autrichiens (ÖBB) et des réseaux italiens Ferrovie dello Stato (FS).
Pour surmonter la montée raide (796 mètres entre Innsbruck et le Brenner), deux tunnels en spirale ont été construits, utilisant les flancs d'une vallée à Saint-Jodok du côté autrichien et les flancs de Val di Fleres.
À la gare du Brenner, située sur le col du Brenner, subsiste un monument dédié au créateur, Karl von Etzel. Cette gare est située à la frontière entre l'Italie et l'Autriche et également à la frontière opérationnelle entre les réseaux ÖBB et FS. Les deux sociétés exploitent des systèmes électriques différents (15 000 volts CA à 16,7 Hz en Autriche et 3 000 volts CC en Italie), ce qui nécessite un arrêt pour changer de locomotives électriques. Pour cette raison, pendant longtemps, l'exploitation de trains express de Munich à Vérone et Milan fut effectuée avec des wagons diesel. Jusqu'au 30 mai 1965, un deuxième changement de moteur était également nécessaire à la station de Bolzano, le tronçon Bolzano – Brenner fonctionnant toujours sous électrification triphasée à courant alternatif.

## Exploitation
Ces dernières années, l'introduction de matériel roulant multicourant qui peut circuler à la fois sur les réseaux autrichien et italien, a permis, au moins en principe, d'éviter les changements de locomotives. Cependant, la nécessité pour les locomotives de transporter des équipements pour différents systèmes de signalisation et de disposer d'homologations de sécurité pour différents réseaux et lignes, et la nécessité pour le personnel de connaître les règles d'exploitation et les itinéraires ont limité les opérations à plusieurs courants dans la pratique.

## Projet
À la suite d'une forte augmentation du trafic de fret via le col du Brenner (en grande partie sur route), le chemin de fer est actuellement considéré comme ayant une capacité insuffisante. De plus, ses pentes abruptes, ses virages serrés et la nécessité de changer les moteurs de locomotive à la station du Brenner en raison de deux systèmes électriques différents utilisés en Autriche et en Italie, signifiant que la vitesse de déplacement moyenne est faible. Pour ces raisons, la création d'une nouvelle ligne est prévue de Vérone à Munich via Innsbruck. Au cœur de ce projet se trouve  un tunnel de 55 km entre Fortezza et Innsbruck, connu sous le nom de tunnel de base du Brenner. 